# Barbara Klinec
Barbara Klinec (Kranj, 24. kolovoza 1994.), slovenska skijašica skakačica. Članica je SSK Alpina Žiri. Skače na Elanovim skijama.
Njezina mlađa sestra Ema također je skijaška skakačica.
Na natjecanjima Kontinentalnog pokala najveći joj je uspjeh postigla u Lillehammeru 14. i 15. rujna 2013. osvajanjem šestog i osmog mjetsa. U Svjetskom je kupu debitirala 16. veljače 2013. kad je na domaćem terenu u Ljubnom osvojila dvadeseto mjesto i svoje prve bodove.

## Vanjske poveznice
- Barbara Klinec  Arhivirana inačica izvorne stranice od 13. lipnja 2014. (Wayback Machine) na stranicama Međunarodne skijaške federacije